# Мецамула
Мецамула (груз. მეწამულა, до 2019 года — Будёновка) — село в Грузии, на территории Марнеульского муниципалитета края (мхаре) Квемо-Картли.

## География
Село находится в юго-восточной части Грузии, на берегах реки Шулавери, на расстоянии приблизительно 9 километров (по прямой) к югу от города Марнеули, административного центра муниципалитета. Абсолютная высота — 353 метра над уровнем моря.

## Население
По результатам официальной переписи населения 2014 года в Мецамуле проживало 134 человека (69 мужчин и 65 женщин). В национальной структуре населения армяне составляли 48,5 %, азербайджанцы — 43,3 %, грузины — 8,2 %.
| Год  | Население, человек |
| ---- | ------------------ |
| 2002 | 163                |
| 2014 | ↘ 134              |